# Tuina
Il tuina (in cinese 推拿S, tuīnáP, da 推 tuī, premere e 拿 ná, afferrare) è una terapia tradizionale cinese, che si compone di diverse tecniche manuali e tecniche complementari quali: coppettazione, guasha, moxa, martelletto di gomma, martelletto ad aghi.
Nella disciplina la caratteristica più importante è la visione del paziente nella sua individualità, si inquadra l'aspetto del sistema energetico della persona, valutandolo secondo i "modelli" di ragionamento propri della medicina tradizionale cinese (MTC).
La malattia è vista come: la migliore risposta che l'organismo può dare in un dato momento. 
L'individuo è responsabile della propria salute in prima persona, per guarire quindi deve operare dei cambiamenti.
Il Tuina può essere un aiuto, per sanare gli squilibri del sistema energetico. 
La causa di questi squilibri è varia, tradizionalmente sono indicate cause "esterne" (fattori climatici), "interne" (fattori genetici, chimici, fisici, metabolici, emotivi) e "né interne, né esterne" (stile di vita, alimentazione).
Il Qi, (soffio vitale), scorre nei canali energetici, o Meridiani. Sono descritti diversi tipi di meridiani e ognuno di essi veicola, secondo la tradizione, uno o più tipi di energia, (anche se questo è anche esso un modello di ragionamento poiché l'energia é una, con diverse "raffinazioni"), i più noti ed utilizzati sono i 12 Canali Principali. Ogni canale unisce diversi punti, gli stessi punti che vengono utilizzati in agopuntura. Il TUINA è stato riconosciuto dall'OMS nel 1998 ed è anche un vero proprio massaggio curativo per cervicalgie, dorsalgie lombalgie, lombo sciatalgie, si occupa anche degli arti superiori come ad esempio tratta le lesioni dei tessuti molli della spalla, epicondilite, tunnel carpale, arti inferiori e altro.

## Storia
Nella zona dell'estremo oriente le documentazioni sui massaggi iniziano nel 2600 a.C., secolo della vita di alcuni degli esperti nel campo più storici, tra i quali Qi Bo, Dai Ji e Yu Fu sono i più importanti della storia del massaggio in Cina.
Tra i grandi medici che utilizzarono il massaggio forse il più importante è Bian Que, ovvero l'inventore del metodo diagnostico clinico, che fece uso del massaggio per lo scopo di curare delle malattie. In teoria la più antica opera sulla massoterapia è "Dieci capitoli sul massaggio di Huangdi e Qibo" anch'essa ormai irrecuperabile. Durante il regno Sui (581-618) questa terapia entrò tra le più importanti della Cina, per questo furono commissionate molte opere al riguardo. Tra queste sono importanti "Eziologia e sintomatologia delle malattie" (610, Chao Yuanfang), "Mille rimedi preziosi" (Sun Simiao), "Collezione generale dei soccorsi sacri" (1117). Nel XIV secolo furono fatti istituire sezioni di massaggi tuina nelle cliniche pediatriche.
Tuttavia col tempo la pratica descritta ha perso d'importanza a favore dell'agopuntura e dello shiatsu, molto più conosciuti e praticati.

## Tecniche
Nel tui na si fa un uso intenso di tecniche manipolatorie di massaggio. Questa disciplina, contrariamente allo shiatsu che impiega maggiormente pressioni statiche, punta su manovre molto più dinamiche della semplice pressione. Nella pratica del tuina sono state codificate diverse tecniche base di massaggio.
Il trattamento tui na si effettua essenzialmente con le mani, ma a volte si usano anche avambracci e gomiti. Le tecniche (o manovre) usate sono tantissime, sia vigorose che rilassanti, alcune fanno compiere movimenti passivi al paziente per lubrificare e sciogliere le articolazioni. Molto importanti sono anche le tecniche ausiliarie: unguenti, compresse calde, gua sha, coppette, moxa, martelletto. Gli unguenti si usano nelle manovre di sfregamento della pelle, e solo nella zona specifica del trattamento. Le compresse calde sono impacchi che si usano sulla cute in genere alla fine di una seduta per chi ha subito lesioni o ha problemi reumatici. La tecnica gua sha consiste nello sfregamento con uno strumento apposito (spatolina, moneta o un cucchiaio di porcellana) per indurre un arrossamento e liberare gli strati esterni. Le coppette (in vetro, bamboo o plastica) si usano sulla superficie cutanea, creando un vuoto (tipo "ventosa" con effetto "risucchio") con l'ausilio del fuoco per consumare l'ossigeno, lo scopo è richiamare il sangue in superficie. La moxa (lana di artemisia vulgaris arrotolata a sigaro o meno) per la sua capacità di indurre un riscaldamento molto forte viene utilizzata per scaldare alcuni punti o zone. I martelletti, sia quelli che hanno degli aghi sulla testa che i più recenti in gomma, consentono di ottenere stimolazioni cutanee con percussioni ritmiche e vibrazioni.
L'ideogramma 法 (fǎ) può essere tradotto con tecnica (o metodo), ed è sempre presente nell'indicazione delle tecniche di base.
Come accade sovente nell'ambito delle medicine alternative basate su scuole differenti, non esiste una vera e propria classificazione canonica ufficiale di dette tecniche. Quella che segue è una di quelle correntemente utilizzate:
1. tui Fa: con questa tecnica si usa il palmo, il pugno o il pollice, per "spingere" una zona cutanea e causare così uno scollamento o un riscaldamento della zona stessa.
2. na Fa: in questo caso si afferra con il pollice e le altre dita la zona da trattare e la si massaggia. A seconda della superficie della zona si può andare da qualcosa di simile ad un pizzicotto al classico "massaggio", ad esempio, sulle spalle.
3. An Fa: questa tecnica è molto simile a quella canonizzata nello shiatsu, ovvero si tratta di applicare una pressione statica in una zona del corpo. A seconda dell'effetto che si desidera ottenere, tonificante o disperdente, la manipolazione è lenta e delicata o veloce e decisa. Si utilizza il palmo aperto, il pugno o il pollice.
4. An Dian Fa: tecnica An Fa applicata ad un punto specifico.
5. Yi Zhi Chan Fa: si tratta della tecnica An Fa con aggiunta la vibrazione della mano. La vibrazione stessa, per non stancare eccessivamente chi pratica, dovrebbe partire dalla spalla e scendere passivamente fino alla mano. Questa tecnica ha un forte potere disperdente.
6. Mo Fa: con questa tecnica si produce una frizione rotatoria sulla zona da trattare senza esercitare pressioni particolari. Viene utilizzata generalmente per preparare la zona da trattare o per rilassarla dopo il trattamento.
7. Ca Fa: è il nome preso dalla tecnica Mo Fa quando viene effettuata in direzione verticale invece che rotatoria
8. Nie Fa: analogamente al na Fa, la zona viene afferrata con il pollice e le altre dita, con la differenza che in questo caso viene effettuata una trazione verso l'esterno, esattamente come in un pizzicotto. Viene usata per disperdere un pieno.
9. Gu Fa o Rou Fa: questa è una tecnica di "impastamento". Si effettua in maniera decisa per disperdere o lenta per tonificare, compatibilmente con le zone trattate (ad esempio, una tecnica Gu Fa sull'addome difficilmente sarà decisa, in qualsiasi caso).
10. Guen Fa: è una delle più originali del tuina. In questa tecnica, si chiude la mano a pugno non stretto, come se si stesse impugnando un mandarino cinese, e si effettua una pressione di rotolamento con l'ipotenar. La conseguenza è un rilassamento ed una dispersione delle energie nel punto trattato.
11. Fen Fa: in questa tecnica si stira un punto della cute tirandolo in direzioni opposte con i pollici, come per causare una separazione. Anche in questo caso si tratta di una metodica atta a disperdere.
12. Dou Fa: questa è una tecnica di manipolazione degli arti. Si prende l'estremità del braccio o della gamba e la si scuote delicatamente, cercando di trasmettere una vibrazione all'arto stesso. Questa è una tecnica di rilassamento e dispersione, ma viene anche utilizzata per smuovere situazioni di stasi.
13. Zhen Fa: è praticamente una tecnica tui Fa con aggiunta la vibrazione della Yi Zhi Chan Fa.
14. Cuo Fa: si pratica effettuando una torsione dell'arto usando i soli palmi della mano, quasi come nelle tecniche di impastamento.
15. Buo Fa: è un massaggio sui tendini fatto col pollice, trattando il tendine stesso come fosse una corda di chitarra.
16. Qia Fa: tecnica An Fa praticata con l'unghia, per ottenere pressioni e profondità maggiori.
17. Pai Fa: con questa tecnica si percuotono le varie zone del corpo col dorso o il palmo della mano aperta e rilassata, oppure usando la punta delle cinque dita.
18. Pi Fa: anche questa, come la Guen fa, è abbastanza peculiare del tuina. Si tratta anche in questo caso di una tecnica di percussione, ma si effettua congiungendo le mani e colpendo la parte da trattare con l'ipotenar ed i mignoli.
19. Kou Fa: tecnica di percussione fatta con il pugno chiuso ma non serrato, come se si stesse bussando ad una porta. Vengono usate in genere le eminenze tenar e ipotenar e le seconde falangi delle quattro dita.
20. Chui Fa: tecnica di percussione a pugno chiuso ma non serrato. In questo caso si usa l'ipotenar.